# Raoul Scheidhauer
Raoul Scheidhauer (* 15. Dezember 1977) ist ein deutscher Basketballtrainer.

## Laufbahn
Scheidhauer war im Spieljahr 2003/04 Co-Trainer des Damen-Zweitligisten ChemCats Chemnitz. 2004 übernahm er das Cheftraineramt, 2005/06 führte er die Sächsinnen mit einer perfekten Saisonbilanz von 28 Siegen aus 28 Partien zum Aufstieg in die Bundesliga. 2009 wurden die Sächsinnen unter seiner Leitung Vizepokalsieger, verpassten aber in der Bundesliga den Klassenerhalt und stiegen in die 2. Bundesliga ab. In der Saison 2010/11 führte er Chemnitz zum direkten Wiederaufstieg in die Bundesliga. Im November 2011 wurde Scheidhauer von den ChemCats entlassen.
Im Sommer 2011 betreute er Deutschlands weibliche U20-Nationalmannschaft bei der Europameisterschaft als Cheftrainer. Im Sommer 2012 war er Co-Trainer der Damen-Nationalmannschaft.
Scheidhauer, der sich beim Basketballverband Sachsen als Mitglied der Lehr- und Trainerkommission engagierte, war in der Saison 2012/13 Trainer der männlichen U19 des BV Chemnitz 99 in der Nachwuchs-Basketball-Bundesliga. Nach einem Jahr gab er das Traineramt ab.